# 河曲之战 (前615年)
河曲之战 是公元前615年（周顷王四年，鲁文公十二年，晋灵公六年，秦康公六年），在晋秦争霸战争中，晋、秦两军在河曲（今山西芮城）的作战。
公元前620年，秦国护送公子雍到晋国即位，中途被晋国袭击，是为令狐之战。秦康公为令狐之战雪耻，在前615年冬亲率大军渡过黄河攻打晋国，攻下晋国西南部的羁马（今山西省永济市西南）。晋灵公以赵盾为中军将、郤缺为上军将、栾盾为下军将，西进迎敌。两军在河曲遭遇，晋国上军佐臾骈认为秦国孤军深入，不能长期消耗，建议晋军高烛营垒，以逸待劳，被赵盾采纳。
秦康公求战不得，听从晋国流亡大臣士会的建议，发兵攻打晋国上军，迫使晋国将领赵穿出战。赵穿是赵盾的堂弟，年轻气盛，没有实战经验，不顾禁令，出击秦军。赵盾担心他的安全，于是命令全军出击。双方缺乏决战的准备，所以刚刚接触就各自后撤。当夜，臾骈发现秦军想要乘夜撤退，建议立即发起攻击，将他压迫到黄河北岸后歼灭，又被赵穿阻止。秦军连夜退走，晋军也后撤。不久后，秦军南渡黄河，攻下了晋国的瑕邑（今河南省灵宝市西北）。